# Gardner Quincy Colton
Gardner Quincy Colton (7 de fevereiro de 1814, Geórgia, Vermont - 10 de agosto de 1898, Genebra, Suíça) foi um showman norte-americano, curandeiro, conferencista e ex-estudante de medicina que foi pioneiro no uso de óxido nitroso, ou gás hilariante, em odontologia.

## Vida
Depois de ganhar US$ 535 com sua primeira demonstração pública de óxido nitroso, Colton deixou a faculdade de medicina para viajar pelo país dando palestras e apresentações. Em 10 de dezembro de 1844, ele deu uma apresentação em Hartford, Connecticut, na qual um de seus voluntários machucou a perna, mas não sentiu a dor por causa dos efeitos do gás. O dentista de Connecticut, Horace Wells, estava presente, percebeu as possibilidades do uso do óxido nitroso em cirurgia odontológica e obteve o fornecimento do gás de Colton.
Em 1849, Gardner Colton foi para a Califórnia, onde seu irmão Walter Colton era o Alcalde de Monterey, para se juntar à Corrida do Ouro na Califórnia. Ele não teve sucesso em encontrar ouro. Em parceria com dois dentistas, fundou a Colton Dental Association, que promoveu o uso do óxido nitroso em procedimentos odontológicos e se tornou um negócio próspero. Entre 1864 e 1897, Colton e seus associados usaram óxido nitroso em dezenas de milhares de extrações de dentes.